# Challenge Penticton

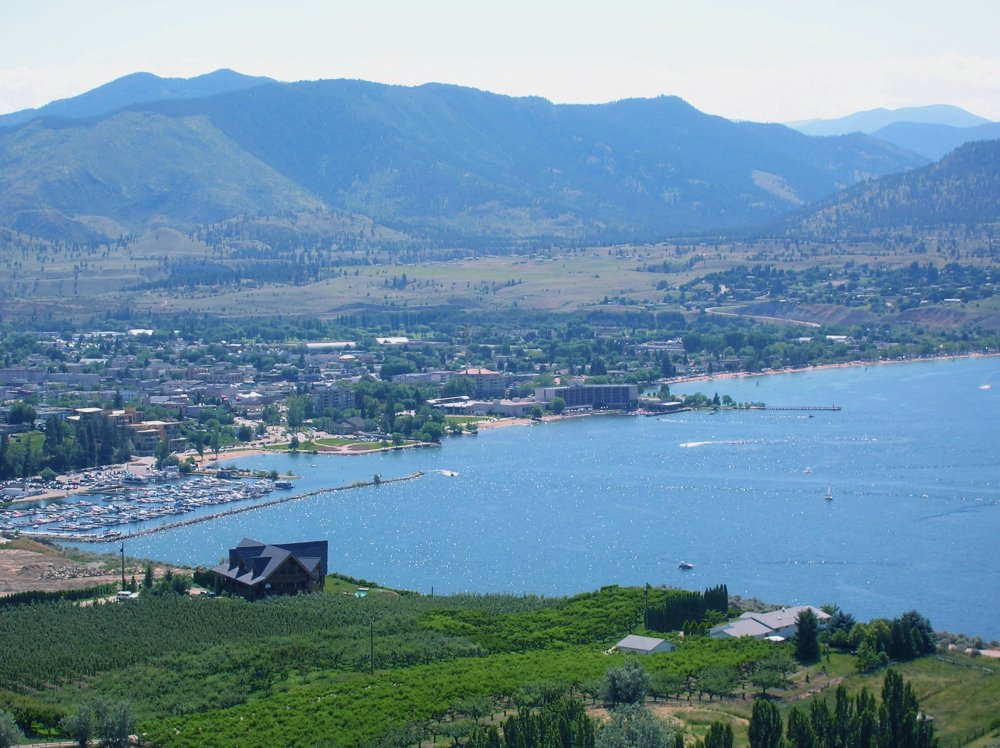
Blick auf Penticton vom Munson Mountain

Challenge Penticton (Eigenschreibweise ValleyFirst CHALLENGEPENTICTON) ist von 2013 bis 2017 der Name des seit 1983 ausgerichteten ältesten kanadischen Triathlon-Wettkampfs auf der Langdistanz in Penticton B.C. in Kanada.

## Organisation
Die Wurzeln der Veranstaltung reichen bis zum 20. August 1983, als Lynn Van Dove Ert, die zuvor den Penticton Peach Festival Triathlon organisiert hatte, in Penticton die Canadian International Ironman Triathlon Championship ausrichten wollte. Nachdem Valerie Silk, die sich als Organisatorin des Ironman Hawaii die Rechte an dem Markenzeichen Ironman geschützt hatte, davon erfuhr, wurde der Name kurzfristig in Canadian Ironperson Triathlon Championship geändert. Die Schwimmstrecke führte die damals 23 Teilnehmer einmal in den Okanagan Lake und zurück, die Radstrecke umrunde zweimal den Skaha Lake, führte dann durch das Okanagan Valley nach Osoyoos und zurück nach Penticton.
Mike Wagstaff, ein in Banff lebender Neuseeländer gewann in 10:41:51 Stunden und Dianne Lynch beendete als einzige Frau im Feld das Rennen nach 15:36:47 Stunden.
Die zweite Auflage 1984 wurde unter dem Namen The Canadian International Ultra Triathlon ausgerichtet und es gingen 74 Anmeldungen ein. Letzter der 51 Finisher im Ziel war Detlef Kühnel, Organisator des Franken Triathlon in Roth, aus dem später der Ironman Europe wurde. 1985 zählte Valerie Silk (Organisatorin des Ironman Hawaii) zu den Beobachtern der Veranstaltung, an der unter dem Titelsponsor Miller Lite bereits 131 Athleten teilnahmen.

### Ironman Canada 1986–2012
Ab dem Jahr darauf lautete der Name der Veranstaltung für 27 Jahre Ironman Canada und fungierte – nach dem Ironman New Zealand in Auckland sowie dem Ironman Japan am Lake Biwa – als dritter Qualifier außerhalb der USA für den Ironman Hawaii.
CBC Television brachte seither Berichte über die Veranstaltung im Fernsehen. Rick and Dick Hoyt absolvierten 1986 in Penticton ihren ersten Langdistanz-Triathlon. Die Teilnehmerzahl stieg weiter kontinuierlich von 348 (1986) über 494 (1987), 693 (1988), 812 (1989) und 890 (1990), bis 1991 mit 1.050 Startern erstmals eine vierstellige Teilnehmerzahl erreicht wurde. 1990 wurde erstmals Preisgeld an die Sieger ausgezahlt, Paula Newby-Fraser und Erin Baker sowie Ray Browning, Scott Molina und Scott Tinley kämpften um 50.000 US$.
1992 gab Lynn Van Ert die Organisation an die neu gegründete Ironman Canady Race Society ab. 1996 übernahm der Kanadier Graham Fraser mit seiner Firma North American Sports (NA Sports) die Organisation, zur Nutzung des Markenzeichens Ironman zahlte er Lizenzgebühren an deren Rechteinhaber WTC. Bis zum Jahr 2000 stieg die Teilnehmerzahl weiter kontinuierlich auf rund 1.800 Teilnehmer, die Veranstaltung war nach Hawaii zum traditionsreichsten unter dem Markenzeichen Ironman geworden. Der Ironman Japan wurde 1998 aufgrund eines Taifuns im Vorjahr eingestellt, der Ironman New Zealand wechselte 1999 sowohl den Veranstalter wie auch den Veranstaltungsort. Beim zwanzigjährigen Jubiläum 2002 wurde erstmals die Zahl von zweitausend Teilnehmern überschritten.
Nachdem die WTC 2008 durch ein Private-Equity-Unternehmen übernommen worden war, verkaufte Fraser Anfang 2009 den US-amerikanischen Teil von North American Sports (NA Sports) an die WTC. Im Mai 2012 verkaufte Fraser auch den Ironman Canada an die WTC, wobei sein Vertrag mit der Stadt Penticton ein außerordentliches Kündigungsrecht im Falle einer Veräußerung an Dritte vorsah. Die Stadt Penticton entschied nach einer Reihe von Präsentation der WTC sowie der Challenge Family, den mit NA Sports abgeschlossenen Vertrag nicht mit der WTC fortzuführen. Die WTC initiierte nach der Absage durch die Stadt Penticton einen neuen Wettkampf im rund 500 km entfernten Whistler, den sie unter dem bisherigen Namen des Triathlons in Penticton bewarb.

### Challenge Penticton seit 2013
Der Triathlon in Penticton dagegen wurde ab 2013 weiter unter dem Namen Challenge Penticton ausgerichtet. Profitriathleten stand ein Preisgeld von insgesamt 50.000 € zur Verfügung. 2014 wurde ergänzend zur klassischen Langdistanz über 3,8 km Schwimmen, 180 km auf dem Rad und 42,2 km Laufen ein Wettkampf über die halbe Distanz mit aufgenommen, das Preisgeld auf der Langdistanz betrug 75.000 C$. Nachdem die Wettkämpfe 2013 und 2014 direkt durch die Stadt Penticton organisiert worden waren, übertrug diese die Organisation an ein Team um Kevin Cutjar, einem ehemaligen Profi-Triathleten und Gewinner des Ultraman 1995, und Michael Brown, Veranstalter des Great White North triathlon in Stony Plain bei Edmonton. Bei der dritten Austragung am 30. August 2015 wurde der Wettkampf über die Langdistanz als Amateurwettkampf ausgeschrieben.
Dagegen stand auf der Challenge Half ein Feld mit insgesamt 49 Profi-Triathleten, darunter u. a. Jeff Symonds, Brent McMahon, Carrie Lester, Trevor Wurtele, Melanie McQuaid, Kate Bevilaqua, Matt Lieto, Bryan Rhodes, Maik Twelsiek, Mackenzie Madison, Sara Gross, im Kampf um 30.000 C$ Preisgeld am Start.
2016 wurde die Situation durch die Verschiebung des Veranstaltungstermins des – unweit südöstlich von Penticton gelegenen – Ironman Coeur d’Alene von dessen traditionellen Termin im Juni auf eine Woche vor dem Challenge Penticton verschärft. Der Challenge Penticton, 2016 Austragungsort der kanadischen Meisterschaften, erstreckte sich 2016 nur über eine Distanz, die klassische Nizza-Distanz des Triathlon International de Nice mit 3 km Schwimmen, 120 km auf dem Rad und 30 km Laufen. Der Wettkampf war eingebettet in ein fünftägiges Multisportsfestival, in dessen Rahmen auch die kanadischen Meisterschaften im Cross-Triathlon, Duathlon und Aquathlon ausgetragen werden.

### Weltmeisterschaften Langdistanz-Triathlon, Cross-Triathlon, Duathlon und Aquathlon 2017
2017 fanden bei der Challenge Penticton die Weltmeisterschaften über die Triathlon-Langdistanz sowie im Rahmen eines Multisport-Festivals rund um die Veranstaltung die Weltmeisterschaften im Cross-Triathlon, Duathlon und Aquathlon statt.

### Veranstalterwechsel 2018
Für 2018 wurde vom organisatorischen Leiter Michael Brown im September 2017 ein Wechsel des austragenden Veranstalters angekündigt.
Das Rennen wurde vom 17. bis 19. August 2018 als Super League Triathlon Penticton ausgetragen. Bei diesem dreitägigen Wettkampf mussten die Rennen des dritten Tages aber nach dem zweiten Tag aufgrund schlechter Luftverhältnisse nach Waldbränden abgesagt werden.

### Trivia
Zu den Anekdoten rund um die Veranstaltung zählt die Geschichte eines Schweizer Triathleten, der sich beim Zusammenstoß mit einer Schneeziege auf der Radstrecke das Schlüsselbein brach, eines Schwarzbären, der als faszinierter Zuschauer auf einem Felsen alle Teilnehmer auf dem Rad beobachtete, und eines Teilnehmers, der 1988 – als einer der letzten aus dem Wasser gekommen – eine Abzweigung nicht wahrnahm und kontinuierlich Richtung Süden weiterfahrend erst an der amerikanischen Grenze auf seinen Irrtum aufmerksam wurde und umkehrte. 2003 wäre die Veranstaltung wegen Waldbränden in der Region um ein Haar abgesagt worden.

## Streckenverlauf (Langdistanz)

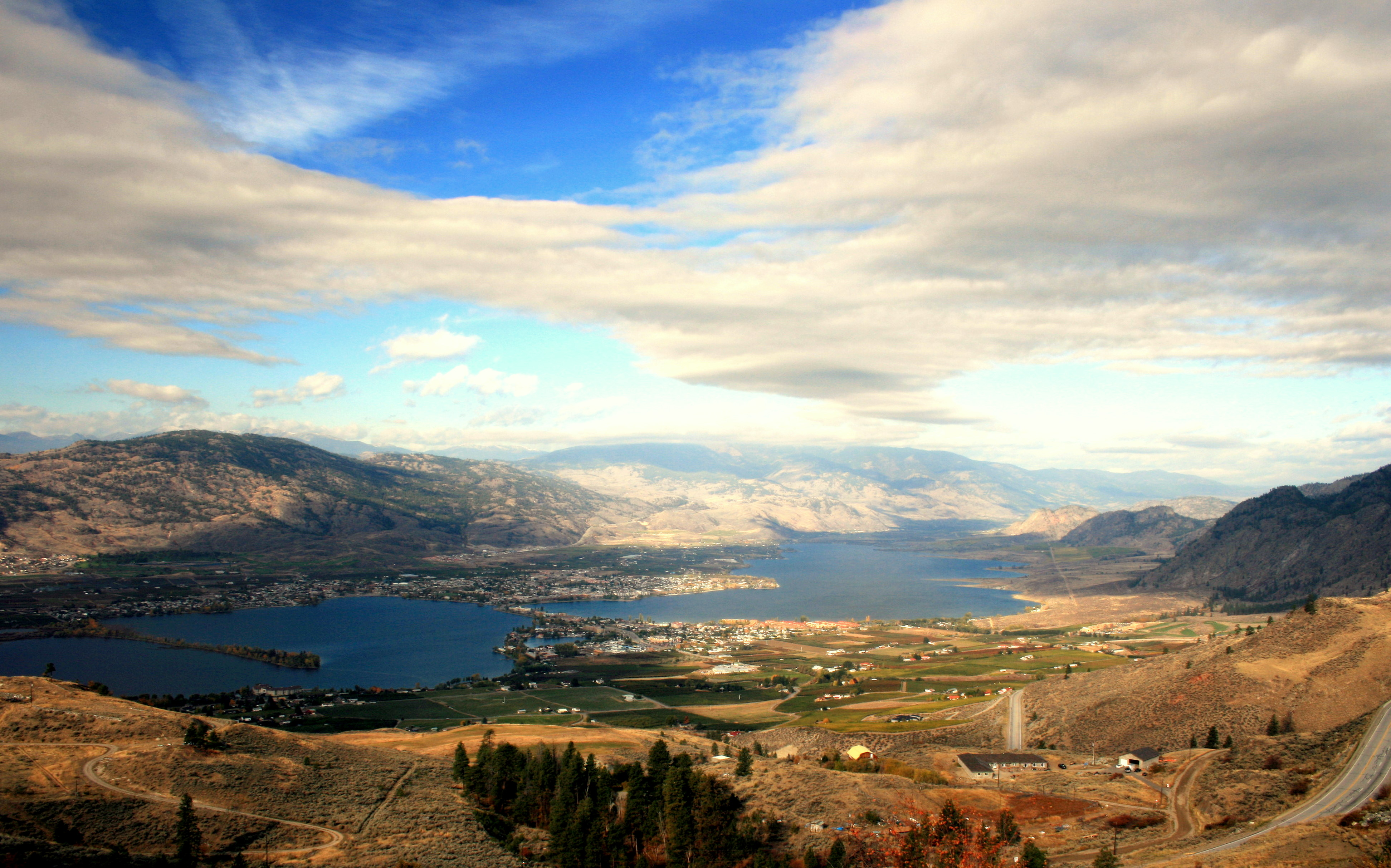
Blick auf die Kleinstadt Osoyoos

- Schwimmen: Der Wettkampf startet am südlichen Ufer des Lake Okanagan in Penticton mit der 3,86 km langen Schwimmdistanz auf einem geraden Hin- und Rückkurs.
- Radfahren: Danach folgt die 180,2 km lange Radstrecke (eine Runde) Richtung Süden, entlang dem östlichen Ufer des Lake Skala durch das Okanagan Valley bis zur Ortschaft Osoyoos und von dort Richtung Nordwesten über den Richterpass, vorbei an der Stadt Keremeos, über den Pass am Yellow Lake zurück nach Penticton.
- Laufen: Zuletzt geht es auf die 42,195 km lange Marathonstrecke. Sie führt auf ihrem anspruchsvollen weil hügeligen Weg am Lake Skaha entlang Richtung Süden bis zur Kleinstadt Okanagan Falls. Dort ist der Wendepunkt und es geht auf dem gleichen Weg zurück bis ins Ziel in Penticton. Start und Ziel befinden sich an der gleichen Stelle direkt am Lake Okanagan.[15][16]

## Siegerliste

### Challenge Penticton seit 2013
Challenge Penticton Full
| Datum/Jahr        | Männer           | Männer           | Männer         | Frauen            | Frauen            | Frauen              |
| Datum/Jahr        | Erster Platz     | Zweiter Platz    | Dritter Platz  | Erster Platz      | Zweiter Platz     | Dritter Platz       |
| ----------------- | ---------------- | ---------------- | -------------- | ----------------- | ----------------- | ------------------- |
| 27. Aug. 2017 1 2 | Lionel Sanders   | Joshua Amberger  | Joe Gambles    | Sarah Crowley     | Helle Frederiksen | Heather Wurtele     |
| 28. Aug. 2016 1   | Jeff Symonds -3- | Drew Scott       | Jordan Bryden  | Jen Annett        | Elizabeth Lyles   | Fawn Whiting        |
| 30. Aug. 2015 3   | David Matheson   | Richard Campbell | Will O’Connor  | Yvonne Timewell   | Andrea Taylor     | Daniel Redelinghuys |
| 24. Aug. 2014 3   | Jeff Symonds -2- | Christopher Bagg | Simon Cochrane | Carrie Lester -2- | Mackenzie Madison | Jen Annett          |
| 25. Aug. 2013 3   | Jeff Symonds     | Scott DeFilippis | Jamie Whyte    | Carrie Lester     | Karen Thibodeau   | Jen Annett          |

| Kanadische Meisterschaft Langdistanz | Weltmeisterschaft Langdistanz |

Den Streckenrekord halten Thomas Hellriegel seit 1996 mit 8:09:53 h und Mary Beth Ellis seit 2011 mit 9:03:13 h. Die schnellsten Zeiten seit dem Namenswechsel erzielten 2014 der Kanadier Jeff Symonds mit 8:26:58 h und bei den Frauen die Australierin Carrie Lester mit 9:27:24 h.
Challenge Penticton Half
1,9 km Schwimmen, 90 km Radfahren und 21,1 km Laufen
| Datum/Jahr    | Männer           | Männer         | Männer          | Frauen               | Frauen            | Frauen           |
| Datum/Jahr    | Erster Platz     | Zweiter Platz  | Dritter Platz   | Erster Platz         | Zweiter Platz     | Dritter Platz    |
| ------------- | ---------------- | -------------- | --------------- | -------------------- | ----------------- | ---------------- |
| 23. Juli 2017 | Leon Griffin     | Nathan Killam  | Shawn Wilyman   | Claire Robinson      | Lindsay Glassford | Victoria Gilbert |
| 30. Aug. 2015 | Brent McMahon    | Trevor Wurtele | Davide Giardini | Jennifer Spieldenner | Carrie Lester     | Lesley Smith     |
| 24. Aug. 2014 | Alistair Eeckman | Manson Jeffrey | David Matheson  | Katie Frauts         | Cailla Patterson  | Christine Cogger |

Den Streckenrekord hält der Kanadier Brent McMahon seit 2015 mit 3:50:38 Stunden.

### Ironman Canada 1986–2012
| Datum/Jahr    | Männer                | Männer           | Männer              | Frauen              | Frauen           | Frauen             |
| Datum/Jahr    | Erster Platz          | Zweiter Platz    | Dritter Platz       | Erster Platz        | Zweiter Platz    | Dritter Platz      |
| ------------- | --------------------- | ---------------- | ------------------- | ------------------- | ---------------- | ------------------ |
| 26. Aug. 2012 | Matthew Russell       | Olly Piggin      | Christian Brader    | Kendra Lee          | Gillian Clayton  | Karen Thibodeau    |
| 28. Aug. 2011 | Jordan Rapp -2-       | Torsten Abel     | Bert Jammaer        | Mary Beth Ellis     | Kim Loeffler     | Meredith Kessler   |
| 29. Aug. 2010 | Wiktor Sjemzew        | Christian Brader | Stephan Vuckovic    | Meredith Kessler    | Heather Wurtele  | Mackenzie Madison  |
| 30. Aug. 2009 | Jordan Rapp           | Mike Aigroz      | Courtney Ogden      | Tereza Macel        | Belinda Granger  | Janelle Morrison   |
| 24. Aug. 2008 | Bryan Rhodes          | Bernhard Hiebl   | Jasper Blake        | Belinda Granger -2- | Alison Fitch     | Heather Wurtele    |
| 26. Aug. 2007 | Kieran Doe            | Jonathan Caron   | Chris Brown         | Lisa Bentley -3-    | Sara Gross       | Heather Fuhr       |
| 27. Aug. 2006 | Jasper Blake          | Courtney Ogden   | Gordo Byrn          | Belinda Granger     | Lisa Bentley     | Lori-Lynn Leach    |
| 28. Aug. 2005 | Chris Lieto           | Stephan Vuckovic | Nigel Gray          | Karen Holloway      | Paolina Allan    | Christine Fletcher |
| 29. Aug. 2004 | Tom Evans             | Gordo Byrn       | Olaf Sabatschus     | Lisa Bentley -2-    | Joanna Zeiger    | Gillian Bakker     |
| 24. Aug. 2003 | Raynard Tissink       | Tom Evans        | Gordo Byrn          | Lisa Bentley        | Gillian Bakker   | Andrea Fisher      |
| 25. Aug. 2002 | Garrett MacFayden     | Jasper Blake     | Stefan Holzner      | Lori Bowden -5-     | Lisa Bentley     | Mary Uhl           |
| 26. Aug. 2001 | Peter Reid -2-        | Olivier Bernhard | Matthias Klumpp     | Gillian Bakker      | Wenke Kujala     | Esther Wolsey      |
| 27. Aug. 2000 | Peter Reid            | Stefan Holzner   | Shingo Tani         | Lori Bowden -4-     | Laura Drake      | Lori-Lynn Leach    |
| 29. Aug. 1999 | Chuckie Veylupek      | Shingo Tani      | Bryan Rhodes        | Lori Bowden -3-     | Lori-Lynn Leach  | Lee Dipietro       |
| 30. Aug. 1998 | Cristián Bustos       | Chuckie Veylupek | Joachim Weinbrenner | Lori Bowden -2-     | Jacquie Lewis    | Fiona McKee        |
| 24. Aug. 1997 | Noel Harrington       | Mark Bates       | Steffen Hartig      | Lori Bowden         | Melissa Spooner  | Jan Wanklyn        |
| 25. Aug. 1996 | Thomas Hellriegel     | Peter Reid       | Ken Glah            | Paula Newby-Fraser  | Jan Wanklyn      | Holly Nybo         |
| 27. Aug. 1995 | Michael McCormack -2- | Steffen Hartig   | Teemu Vesala        | Holly Nybo          | Lynne McAllister | Claudia Kretschman |
| 28. Aug. 1994 | Teemu Vesala          |                  |                     | Lydia Sommerfeld    | Lynne McAllister |                    |
| 29. Aug. 1993 | Ken Glah              | Lothar Leder     | Paul White          | Paula Johnson -2-   |                  |                    |
| 1992          | Scott Tinley          |                  |                     | JulieAnne White -2- |                  |                    |
| 1991          | Michael McCormack     |                  |                     | Erin Baker -2-      | JulieAnne White  | Jan Wanklyn        |
| 1990          | Ray Browning -3-      |                  |                     | Erin Baker          |                  |                    |
| 1989          | Ray Browning -2-      |                  |                     | JulieAnne White     |                  |                    |
| 1988          | Ray Browning          |                  |                     | Paula Johnson       |                  |                    |
| 1987          | Dave Kirk -2-         |                  |                     | Julia Deck          | JulieAnne White  |                    |
| 1986          | Dave Kirk             |                  |                     | Tracey Bell Kelly   |                  |                    |

### Canadian Ultra Distance Triathlon
| Datum/Jahr    | Männer         | Männer        | Männer        | Frauen            | Frauen        | Frauen        |
| Datum/Jahr    | Erster Platz   | Zweiter Platz | Dritter Platz | Erster Platz      | Zweiter Platz | Dritter Platz |
| ------------- | -------------- | ------------- | ------------- | ----------------- | ------------- | ------------- |
| 1985          | Tom Price      |               |               | Sharon Best       |               |               |
| 1984          | John Winterdyk |               |               | Mary Jane Henning |               |               |
| 20. Aug. 1983 | Mike Wagstaff  |               |               | Dyane Lynch       |               |               |